# Заслуженный эколог Российской Федерации
«Заслу́женный эко́лог Росси́йской Федера́ции» — почётное звание, входящее в систему государственных наград Российской Федерации.

## Основания для присвоения
Звание «Заслуженный эколог Российской Федерации» присваивается высокопрофессиональным работникам природоохранных органов, научно-исследовательских, проектных, технологических и производственных организаций за личные заслуги:
- в сохранении и приумножении природных и биологических ресурсов;
- в разработке и внедрении современных малоотходных и безотходных производственных технологий и очистных комплексов, обеспечивающих сокращение выброса загрязняющих окружающую среду веществ;
- в воссоздании экосистемы, защите и сохранении особых природоохранных зон и заповедников, а также отдельных видов растений и представителей животного мира;
- в ликвидации природных и техногенных катастроф;
- в подготовке квалифицированных кадров в области экологии.

Почётное звание «Заслуженный эколог Российской Федерации» присваивается, как правило, не ранее чем через 20 лет с начала осуществления профессиональной деятельности и при наличии у представленного к награде лица отраслевых наград (поощрений) федеральных органов государственной власти или органов государственной власти субъектов Российской Федерации.

## Порядок присвоения
Почётные звания Российской Федерации присваиваются указами Президента Российской Федерации на основании представлений, внесенных ему по результатам рассмотрения ходатайства о награждении и предложения Комиссии при Президенте Российской Федерации по государственным наградам.

## История звания
Почётное звание «Заслуженный эколог Российской Федерации» установлено Указом Президента Российской Федерации от 30 декабря 1995 года № 1341 «Об установлении почётных званий Российской Федерации, утверждении положений о почётных званиях и описания нагрудного знака к почётным званиям Российской Федерации». Тем же указом утверждено первоначальное Положение о почётном звании, в котором говорилось:
Почётное звание «Заслуженный эколог Российской Федерации» присваивается высокопрофессиональным работникам природоохранных органов, рабочим, инженерно-техническим работникам и служащим предприятий и организаций, работникам научно-исследовательских, проектных, технологических и производственных организаций, других учреждений, занимающихся экологическими проблемами, за заслуги в сохранении природных ресурсов, разработке и освоении малоотходных и безотходных технологий, строительстве пылегазоулавливающих установок и очистных сооружений, сохранении растительного и животного мира и работающим в области охраны окружающей среды и рационального природопользования 15 и более лет.
В настоящем виде Положение о почётном звании утверждено Указом Президента Российской Федерации от 7 сентября 2010 года № 1099 «О мерах по совершенствованию государственной наградной системы Российской Федерации».

## Нагрудный знак
Нагрудный знак имеет единую для почётных званий Российской Федерации форму и изготавливается из серебра высотой 40 мм и шириной 30 мм. Он имеет форму овального венка, образуемого лавровой и дубовой ветвями. Перекрещенные внизу концы ветвей перевязаны бантом. На верхней части венка располагается Государственный герб Российской Федерации. На лицевой стороне, в центральной части, на венок наложен картуш с надписью — наименованием почётного звания.
На оборотной стороне имеется булавка для прикрепления нагрудного знака к одежде. Нагрудный знак носится на правой стороне груди.